# Świętajno Wąskotorowe
Świętajno Wąskotorowe – zlikwidowana wąskotorowa stacja kolejowa w Świętajnie, w powiecie oleckim, w województwie warmińsko-mazurskim, w Polsce.